# Polissoir de Sainte-Radegonde
Le polissoir de la Remise du Grand Atelier est polissoir situé sur le territoire de la commune de Bouffémont dans le département du Val-d'Oise.

## Description
Le polissoir a été découvert en 1979 près de la fontaine Sainte-Radegonde. La pierre en grès comporte trois rainures et neuf cuvettes de polissage. La pierre a été déplacée et en partie endommagée par des carriers.